# Тимчасові лікарні під час пандемії COVID-19 у Великій Британії
Тимчасові лікарні під час пандемії COVID-19 у Великій Британії — це тимчасові лікарні, створені у Великій Британії,коронних володіннях та на заморських територіях Великої Британії у рамках заходів боротьби з поширенням COVID-19. Основними з них були 7 лікарень Найтінгейл Національної служби охорони здоров'я Англії, лікарня Луїзи Джордан у Шотландії, лікарня серця Дракона в Уельсі, та центр охорони здоров'я та соціальної допомоги Північної Ірландії в міській лікарні Белфаста, а також тимчасова лікарня Флоренс Найтінгейл у спортивному комплексі «Europa Point Комплекс» у Гібралтарі.

## Передумови
Після того, як у Великій Британії розпочалася епідемія COVID-19, уряд і служби охорони здоров'я країни почали планувати створення тимчасових великомасштабних лікарень інтенсивної терапії, щоб забезпечити покриття прогнозованого збільшення хворих, яким, ймовірно, знадобиться це вид лікування. Це відображало ширшу реструктуризацію служби охорони здоров'я для підготовки до епідемії COVID-19 і очікуване навантаження на службу охорони здоров'я.
Ініціатива здійснюється в координації з Силами підтримки COVID британських збройних сил згідно з положеннями про військову допомогу цивільним органам влади в рамках операції «Рескрипт».
Тимчасові лікарні мали використовуватись для лікування хворих, які потребували інтенсивної терапії, але вважалися менш важкохворими, тоді як найбільш важкі хворі отримували лікування в звичайних лікарнях служби охорони здоров'я.
На початку 2020 року в лікарнях було відносно мало хворих з COVID-19, і оскільки влітку кількість випадків хвороби зменшилася, їх або законсервували, або перепрофілювали.
12 жовтня 2020 року, на тлі зростання кількості випадків хвороби в Північній Англії, лікарні в Гаррогейті, Манчестері та Вашингтоні були переведені в режим очікування в готовності приймати хворих з COVID-19.

## Служба охорони здоров'я Англії
Лікарні «Найтінгейл» служби охорони здоров'я Англії — це 7 тимчасових лікарень інтенсивної терапії, створених службою охорони здоров'я Англії у рамках заходів проти поширення COVID-19 в Англії. Лікарні були названі на честь Флоренс Найтінгейл, яка прославилася як військова медсестра під час Кримської війни, та вважається засновницею сучасної медсестринської справи. Лікарня «Найтінгейл» у Лондоні вперше відкрилася 3 квітня 2020 року. Станом на 5 травня 2020 року було відкрито 6 із 7 запланованих лікарень, а наступного місяця всі вони були переведені в режим очікування. У червні та липні лікарні Гаррогейта та Ексетера були перепрофільовані як діагностичні клініки відповідно. Зрештою, майже весь підвищений попит на реанімаційну допомогу був задоволений шляхом розширення потужностей існуючих лікарень. До червня всі тимчасові лікарні були переведені в режим очікування. Лише в 2 лікарні були госпіталізовані хворі: 54 лікувалися в лікарні в Лондоні (всі вони в квітні) і трохи більше 100 в Манчестері.
Мережа супермаркетів «Tesco» запланувала відкрити філії своїх магазинів у лікарнях мережі «Найтінгейл», щоб забезпечити персонал лікарні магазинами. Вона відкрила перший магазин у бірмінгемській лікарні «Найтінгейл» 13 квітня. Технологічні компанії Cisco та BT зголосилися побудувати комп'ютерні медичні мережі для лікарень.
У червні 2020 року міністерство охорони здоров'я та соціального забезпечення оцінило загальні витрати на створення лікарень у 220 мільйонів фунтів стерлінгів і заявило, що поточні витрати на квітень (для п'яти, які були відкриті протягом цього місяця) становили приблизно 15 мільйонів фунтів. До січня 2021 року передбачувана загальна вартість створення, експлуатації та виведення з експлуатації лікарень становитиме 532 мільйони фунтів стерлінгів до квітня 2022 року.
У листопаді 2020 року під час другої хвилі епідемії в Англії хворих госпіталізували лише в лікарні Ексетера та Манчестера. Окрім Лондона та Сандерленда, які мали залишатися відкритими як центри вакцинації, та Ексетера, який мав продовжувати використовуватися для діагностики, усі інші лікарні «Найтінгейл» мали закритися до квітня 2021 року.

### Бірмінгем
27 березня 2020 року виконавчий директор служби охорони здоров'я Англії сер Саймон Стівенс оголосив про відкриття в середині квітня тимчасового закладу на 5 тисяч ліжок у Національному виставковому центрі Бірмінгема. Лікарня почала працювати 10 квітня з початковими 804 ліжками, а через 2 тижні додатковими 384 ліжками. Він був офіційно відкритий як «Лікарня Найтінгейл у Бірмінгемі» принцом Вільямом 16 квітня за допомогою відеозв'язку. Лікарня була спроєктована як «заклад зі зниженою дією» для пацієнтів, які одужують від COVID-19, або тих, хто не підходить для проведення вентиляції легень. Повідомлялося, що поблизу аеропорту Бірмінгема будувався допоміжний тимчасовий морг.
5 травня було оголошено, що лікарня на 1188 ліжок буде виведена з режиму очікування, оскільки в неї не поступали хворі.

### Бристоль
3 квітня 2020 року служба охорони здоров'я Англії повідомила, що в Університеті Західної Англії (UWE) планується побудувати лікарню для району Бристоля. Заявлено, що лікарня має заплановану місткість до 300 ліжок, і розташована у виставковому та конференц-центрі університетського містечка «Frenchay» Бристольського університету. У кампусі «Frenchay» для студентів також мало бути житло для лікарів і медсестер. У разі потреби в лікарні могли розгорнути до 1000 ліжок.
За словами віце-ректора Університету Західної Англії Стіва Веста, усі будівлі та автостоянки, необхідні для лікарні, були здані в оренду службі охорони здоров'я за плату в 1 фунт на стільки, скільки буде потрібно. Цю лікарню офіційно відкрили 27 квітня 2020 року на віртуальній церемонії міністр охорони здоров'я Метью Генкок, принц Едвард, граф Вессекський, і виконавчий директор служби охорони здоров'я Англії Саймон Стівенс. Вона могла обслуговувати 60 хворих із можливістю збільшення до 300, якщо потрібно.

### Камбрія
1 квітня 2020 року було повідомлено, що центри дозвілля в Камбрії, включно зі спортивним центром Вайтхейвена, центром «Карлайл Сендс», центром дозвілля Пенріта, центром дозвілля Кендала і Академією Фернесса в Барроу, були підтверджені місцями польових госпіталів. Роботи розпочалися 1 квітня 2020 року, і після завершення в них мало бути 500 ліжок.

### Ексетер
10 квітня було оголошено, що в Ексетері буде створено тимчасову лікарню. Лікарня, яку спочатку планувалося побудувати на стадіоні «Вестпойнт Арена» поблизу Кліста Сент-Мері, була розрахована на 200 ліжок, і мала бути готова до використання на початку травня. Оскільки кількість випадків COVID-19 у зоні охоплення була нижча, ніж очікувалося спочатку, було прийнято рішення перейти у менше приміщення в колишній роздрібній точці «Homebase» у Соутоні. Спочатку ділянку було здано в оренду на 9 місяців, і було надано 116 ліжок.
З 6 липня 2020 року лікарня використовувалася для скринінгу на рак і працювала щодня по 12 годин. Її також використовували для клінічних досліджень вакцини. 26 листопада лікарня прийняла своїх перших пацієнтів з COVID-19, яких перевели з Королівської лікарні Девона та Ексетера, оскільки вона була «дуже завантаженою».

### Гаррогейт

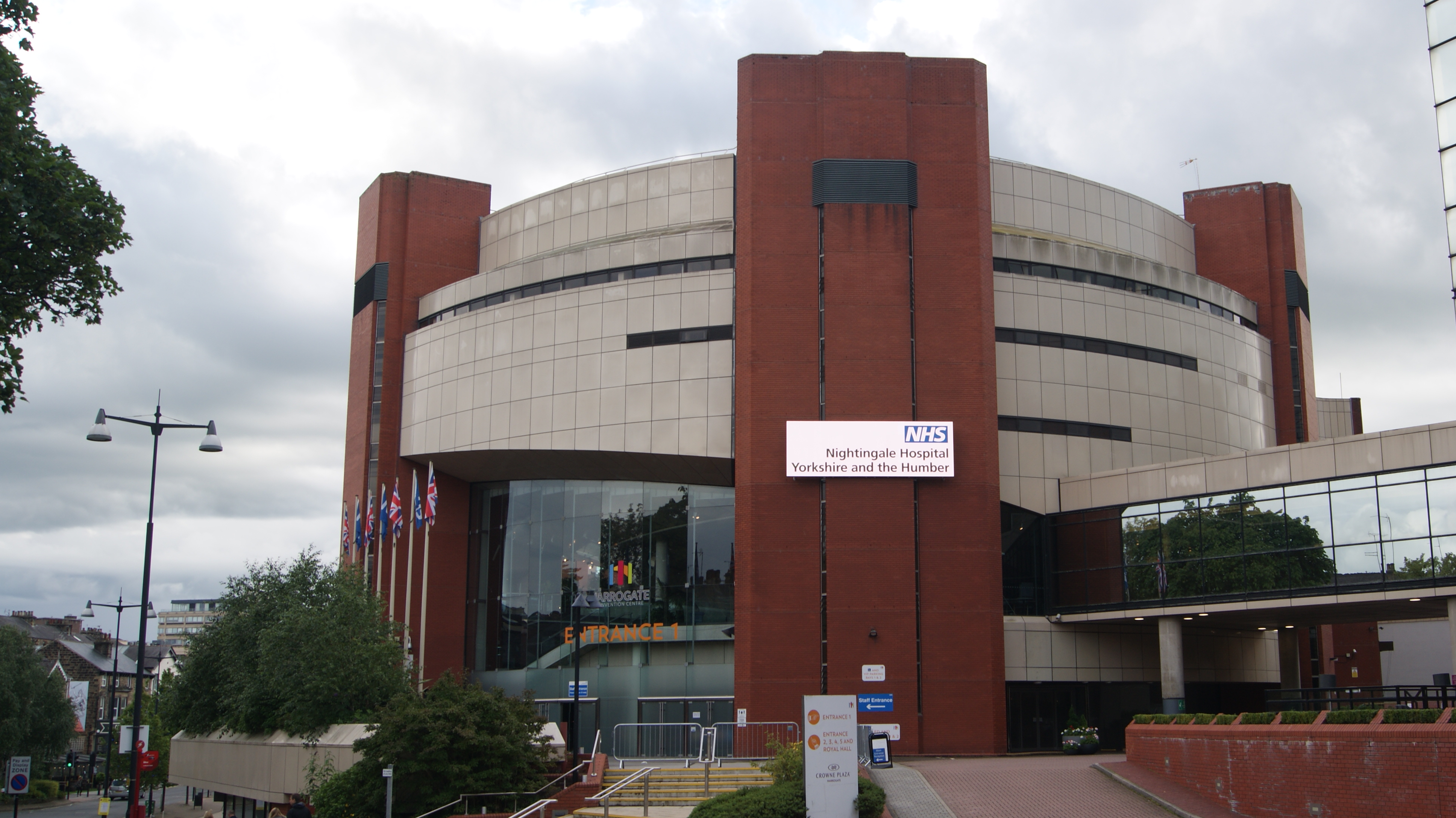
Лікарня Найтінгейл Йоркшир і Гамбер

3 квітня Національна служба охорони здоров'я Англії оголосила про відкриття лікарні в Гаррогейті в Йоркширі на 500 ліжок у міському конференц-центрі. Том Мур, 99-річний ветеран армії, який зібрав понад 27 мільйонів фунтів стерлінгів на підтримку працівників медичної служби, офіційно відкрив лікарню 21 квітня 2020 року.
З 4 червня лікарня працювала як радіологічна амбулаторія, де проводилася комп'ютерна томографія.
12 жовтня 2020 року внаслідок зростання кількості випадків у Північній Англії, лікарню перевели в режим очікування для прийому хворих з COVID-19.
У березні 2021 року було підтверджено, що лікарня буде закрита.

### Лондон
24 березня 2020 року міністр охорони здоров'я та соціального забезпечення Великої Британії Метью Генкок, який відповідав за службу охорони здоров'я в Англії, оголосив, що Виставковий центр Лондона стане першим польовим госпіталем. Спочатку планувалося розгорнути в ньому 500 ліжок, з можливістю 4000–5000 ліжок у двох палатах, якщо це буде необхідно пізніше.
Повідомлялося, що за кілька миль на північ від лікарні також будується великий морг на Ванстед-Флетс. Також повідомлялося, що лікарня стане найбільшим відділенням інтенсивної терапії у світі.
Також 3 квітня лондонська лікарня стала першою з подібних лікарень, яка розпочала працювати, коли її офіційно відкрив принц Чарльз по відеозв'язку.]
4 травня 2020 року було оголошено, що лікарня буде зупинена в режимі очікування та не прийматиме нових хворих.
Події, які мали відбутися у виставкому центрі, були перенесені, скасовані або перенесені в Інтернет. Прикладом останнього стала конференція Американського товариства інженерів-механіків «Turbo Expo 2020», запланована на 22–26 червня.

### Манчестер
27 березня 2020 року генеральний директор служби охорони здоров'я Англії Саймон Стівенс повідомив, що буде створено лікарню на 1000 ліжок в центральному конференц-комплексі Манчестера, яка також має відкритися в середині квітня.
Лікарня була готова приймати пацієнтів у Великодню неділю, 13 квітня 2020 року. Офіційне відкриття лікарні проведено Каміллою, герцогинею Корнуольською, у записаній промові 17 квітня 2020 року.
12 жовтня 2020 року, на тлі зростання кількості випадків у Північній Англії, лікарню перевели в режим очікування для прийому хворих з COVID-19.

### Сандерленд
10 квітня було повідомлено, що буде побудована тимчасова лікарня на 460 ліжок у Вашингтоні в графстві Тайн-енд-Вір. Очікувалося, що лікарня в Центрі передового досвіду сталого передового виробництва буде готова до прийому хворих протягом 2 тижнів, і буде підпорядкована лікарні служби охорони здоров'я Англії в Ньюкасл-апон-Тайні.
Лікарня була офіційно відкрита 5 травня 2020 року на віртуальній церемонії міністром охорони здоров'я Метью Генкоком. На церемонії відкриття також були присутні телевізійні знаменитості Ант і Дек, футбольний експерт Алан Ширер, і гравець у крикет Бен Стокс.
12 жовтня 2020 року, на тлі зростання кількості випадків хвороби у Північній Англії, лікарню перевели в режим очікування для прийому хворих з COVID-19.

## Служба охорони здоров'я Шотландії
Станом на квітень 2020 року Шотландський виставковий і конференц-центрі у Глазго був перетворений на Лікарню «Луїза Джордан», тимчасову лікарню, що обслуговувувала Шотландію. Голова уряду Шотландії Нікола Стерджен заявила, що заклад розрахований на 300 ліжок, але з потенціалом перевищить 1000 ліжок. Заклад був названий на честь медсестри часів Першої світової війни Луїзи Джордан.

## Служба охорони здоров'я Уельсу

### Кардіфф
27 березня 2020 року генеральний директор ради охорони здоров'я Університету Кардіффа і Вейла Лен Річардс повідомив, що стадіон «Мілленіум» буде перетворено на тимчасову лікарню на 2000 ліжок. Це мала бути третя за величиною тимчасова лікарня у Великій Британії після лікарні «Найтінгейл» у Виставковому центрі Лондона та лікарні «Найтінгейл» у Національному виставковому центрі Бірмінгема.
8 квітня лікарню назвали Лікарня «Серце дракона» (валл. Ysbyty Calon y Ddraig), і було оголошено, що перші 300 ліжок приймуть хворих до 11 квітня.
Після того, як 4 червня лікарню покинув останній хворий, повідомили, що лікарня переведена в режим очікування. У вересні 2020 року було повідомлено, що лікарню має бути замінено на меншу установу неподалік, поруч із Університетською лікарнею Уельсу в Кардіффі.

### Регіональні тимчасові лікарні
Розпочато роботу щодо забезпечення 340 ліжко-місць у Спортивній академії Лландарсі в Ніті, та 150 ліжок у муніципальному закладі в Тай-Тревітік в Аберсіноні. Регбійний стадіон «Парк і Скарлетс» у Лланеллі мав використовуватися як лікарня на 500 ліжок, а «Родні-Парад» у Ньюпорті був перетворений на пункт тестування. У північному Уельсі «Venue Cymru» в Лландідно було готове розгорнути 350 ліжок, «Deeside Leisure Center» у Флінтширі мав розгорнути 250 ліжок, з додатковими 80 ліжками в «Glan Clwyd Hospital» в Боделвіддані в Денбігширі, тоді як Бангорський університет мав бути готовим розгорнути 250 ліжок.
Курорт Національний парк Блюстоун у Пембрукширі мав використовуватися як реабілітаційний центр для хворих на COVID-19.

### Лікарня The Bay Field у Суонсі
У квітні 2020 року «Bay Studios» на місці колишнього заводу «Swansea Bay Motor Factory», розташованого на околиці центру міста Суонсі, було оголошено міською радою обраним місцем для лікарні на 1000 ліжок. Протягом 1 місяця було розгорнуто 420 ліжок і 80 місць для одужуючих, а 10 травня 2020 року приміщення було передано Раді охорони здоров'я Університету Суонсі-Бей Міська рада реалізувала будівництво лікарні в рамках проєкту, який планувався для нової критої арени, яка будувалася в центрі міста.

### Раціоналізація протягом осені 2020 року
Протягом початку 2020 року в Уельсі було побудовано загалом 19 «польових лікарень» (одне джерело вказує «17 і 2 відділення для ізоляції з громади»). Це включало переобладнання існуючих медичних закладів, а також спеціально побудованих лікарень і переобладнання стадіонів та інших об'єктів для дозвілля. У вересні 2020 року було оголошено, що їх буде скорочено до 10 таких спеціальних об'єктів.

## Служба охорони здоров'я Північної Ірландії
Служба охорони здоров'я Північної Ірландії почала планувати створення тимчасових лікарень у середині березня 2020 року, розглядаючи низку місць. Служба охорони здоров'я Північної Ірландії також використовувала назву «Найтінгейл» для своїх тимчасових лікарень.
2 квітня було повідомлено, що будівлю міської лікарні Белфаста переобладнали на першу в Північній Ірландії лікарню «Найтінгейл». У будівлі мало розміститися відділення на 230 ліжок, у якому мала працювати команда, зібрана з усієї Північної Ірландії. У тому ж звіті також зазначено, що перший міністр Арлін Фостер повідомила, що лікарня «Найтінгейл» може бути розташована у виставковому центрі «Eikon» у Балморал-Парку, і що департамент охорони здоров'я оцінює її потенціал як другого закладу «Найтінгейл», готуючись до можливої другої хвилі пізніше в 2020 році

## Управління охорони здоров'я Гібралтару
Протягом тижня, починаючи з 3 квітня 2020 року, у Гібралтарі в спортивному комплексі «Europa Point» було завершено будівництво польового госпіталю «Найтінгейл». У травні було повідомлено, що його збираються поступово законсервувати, а його обладнання залишити на зберігання, а об'єкт буде доступний для використання за 5–7 днів.

## Джерсі
Польова лікарня «Найнтінгейл» був створений як «крило» загальної лікарні Джерсі (на ігровому полі за 3 кілометри, і відкрита 11 травня 2020 року.

## Персонал
За оцінками, на повну потужність лише лондонській лікарні було необхідно до 16 тисяч працівників, щоб підтримувати її роботу.
Керівники медсестер висловили занепокоєння щодо того, де можна знайти додаткових працівників для нових лікарень. Уряд опублікував заклик до членів екіпажу авіакомпаній добровільно пройти перехресне навчання спеціалістами-асистентами.

## Список фактичних і запланованих лікарень
| Відповідальний                                                | Лікарня                                                             | Розташування лікарні                                                                                       | Максимальна місткість                                                         | Офіційне оголошення                          | (планується), відкрито/ перші пацієнти                                                               | Подальше використання                                                     | Посилання                                             |
| ------------------------------------------------------------- | ------------------------------------------------------------------- | --- | ----------------------------------------------------------------------------- | -------------------------------------------- | --- | ------------------------------------------------------------------------- | ----------------------------------------------------- |
| Служба охорони здоров'я Англії                                | Лікарня «Найтінгейл» у Лондоні                                      | Виставковий центр Лондона                                                                                  | 4,000–5,000                                                                   | 24 березня 2020                              | 3 квітня / 7 квітня Законсервовано 4 травня, закрито 15 травня                                       |                                                                           | [ 81 ] [ 82 ] [ 22 ] [ 83 ] [ 84 ]                    |
| Служба охорони здоров'я Англії                                | Лікарня «Найтінгейл» у Бірмінгемі                                   | Національний виставковий центр Бірмінгема                                                                  | 496 (початково) 800 (1 фаза) 2,000 (2 фаза) 4,000 ліжок (найгірший сценарій). | 27 березня 2020                              | 10 квітня 2020/ невідомо                                                                             |                                                                           | [ 22 ] [ 84 ]                                         |
| Служба охорони здоров'я Англії                                | Північно-західна лікарня «Найтінгейл»                               | Центральний конференц-комплекс Манчестера                                                                  | 1,000                                                                         | 27 березня 2020                              | 13 квітня 2020/ кінець червня, режим очікування                                                      | 12 жовтня 2020                                                            | [ 22 ] [ 9 ]                                          |
| Служба охорони здоров'я Англії                                | Лікарня «Найтінгейл» у Бристолі                                     | Виставковий та конференц-центр Університету Західної Англії, Бристоль                                      | 1,000                                                                         | 3 квітня 2020                                | 27 квітня/ невідомо                                                                                  | Сплячий режим 8 жовтня                                                    | [ 31 ] [ 32 ] [ 85 ] [ 84 ] [ 86 ]                    |
| Служба охорони здоров'я Англії                                | Лікарня «Найтінгейл» Йоркшир і Гамбер                               | Міський конференц-центр, Гаррогейт                                                                         | 500                                                                           | 3 квітня 2020                                | 21 квітня/ 4 червня (рентгенологічна клініка)                                                        | 12 жовтня 2020                                                            | [ 87 ] [ 32 ] [ 88 ] [ 84 ] [ 9 ]                     |
| Служба охорони здоров'я Англії                                | Північно-східна лікарня «Найтінгейл»                                | Центр передового досвіду сталого передового виробництва, Вашингтон, Тайн-енд-Вір, міський округ Сандерленд | 460                                                                           | 10 квітня 2020                               | 5 травня 2020/                                                                                       | 12 жовтня 2020                                                            | [ 54 ] [ 9 ]                                          |
| Служба охорони здоров'я Англії                                | Лікарня «Найтінгейл» в Ексетері                                     | Колишній магазин «Homebase», Соутон                                                                        | 116                                                                           | 10 квітня 2020                               | (кінець травня)/ 6 липня 2020 (діагностичний центр)                                                  | [часткове] перепрофілювання 5 жовтня; прийом хворих з COVID-19 (грудень)  | [ 38 ] [ 89 ] [ 90 ] [ 91 ] [ 92 ]                    |
| Служба охорони здоров'я Англії                                | Тимчасові лікарні в Камбрії                                         | Центри дозвілля в Вайтхейвені, Карлайлі, Пенріті, Кендалі та Академії Фернесса в Барроу                    | 500                                                                           | 1 квітня 2020                                | |                                                                           | [ 35 ] [ 93 ] [ 94 ]                                  |
| Служба охорони здоров'я Північної Ірландії                    | Лікарня «Найтінгейл» у Белфасті                                     | Башта міської лікарні Белфаста                                                                             | 230                                                                           | 2 квітня 2020                                | /перенесено на травень 2020                                                                          | 14 жовтня 2020; прийом хворих на COVID-19 (грудень)                       | [ 74 ] [ 75 ] [ 95 ] [ 96 ] [ 92 ]                    |
| Служба охорони здоров'я Шотландії                             | Лікарня «Луїза Джордан»                                             | Шотландський виставковий і конференц-центр у Глазго                                                        | 1,000                                                                         | 30 березня 2020                              | 19 квітня готова, 30 квітня офіційне відкриття/                                                      | 4 жовтня залишалась у готовності протягом зими                            | [ 56 ] [ 97 ] [ 98 ] [ 99 ]                           |
|                                                               | Лікарня «Серце дракона» (валл. Ysbyty Calon y Ddraig)               | Стадіон «Мілленіум», Кардіфф                                                                               | 2,000                                                                         | 27 березня 2020                              | 13 квітня/ 28 квітня                                                                                 | Вересень: переміщена                                                      | [ 58 ] [ 100 ] [ 101 ] [ 102 ] [ 103 ] [ 104 ] [ 61 ] |
| Новий заклад                                                  | Поруч з університетською лікарнею Уельсу, Кардіфф                   | | Вересень 2020 року                                                            |                                              | Вересень: переміщено лікарню «Серце дракона»                                                         | [ 61 ]                                                                    |                                                       |
| Лікарня «Райдуга» (Ysbyty Enfys)                              | «Venue Cymru», Лландідно                                            | 350 | 2 квітня 2020                                                                 | до 5 травня 2020/                            | 29 вересня: ліжка в очікуванні                                                                       | [ 66 ] [ 105 ] [ 106 ]                                                    |                                                       |
| Польові лікарні «Hywel Dda Health Board»                      | «Парк і Скарлетс», Лланеллі                                         | 500 | 27 березня 2020                                                               |                                              | 29 вересня: 29 вересня: ліжка будуть в режимі очікування, частина в «Selwyn Samuel Centre», Лланеллі | [ 62 ] [ 65 ] [ 106 ] [ 70 ]                                              |                                                       |
| Польові лікарні «Hywel Dda Health Board»                      | Національний парк Блюстоун у Пембрукширі                            | 144 | 2 квітня 2020                                                                 |                                              | 29 вересня: ліжка в режимі очікування                                                                | [ 62 ] [ 106 ]                                                            |                                                       |
| Польові лікарні центу медичної допомоги імені Бетсі Кадвалард | «Venue Cymru», Лландідно                                            | 350 | 2 квітня 2020                                                                 | до 5 травня 2020/                            | 29 вересня: ліжка в режимі очікування                                                                | [ 62 ] [ 105 ] [ 106 ]                                                    |                                                       |
| Польові лікарні центу медичної допомоги імені Бетсі Кадвалард | Брейлсфордський центр, Бангорський університет                      | 250 | 2 квітня 2020                                                                 | до 5 травня 2020/                            | 29 вересня: ліжка в режимі очікування                                                                | [ 62 ] [ 105 ] [ 106 ]                                                    |                                                       |
| Польові лікарні центу медичної допомоги імені Бетсі Кадвалард | «Ysbyty Enfys Deeside», центр дозвілля Deeside                      | 250 | 2 квітня 2020                                                                 | до 5 травня 2020/                            | 29 вересня: ліжка в режимі очікування                                                                | [ 62 ] [ 107 ] [ 105 ] [ 106 ]                                            |                                                       |
| Польові лікарні центу медичної допомоги імені Бетсі Кадвалард | Лікарня «Glan Clwyd», Боделвіддан                                   | 80 | 2 квітня 2020                                                                 |                                              | | [ 62 ]                                                                    |                                                       |
| Польові лікарні «Cwm Taf Morgannwg Health Board»              | Центри Уельського регбійного союзу, зокрема в Генсолі та Аберсіноні | 900 | 2 квітня 2020                                                                 |                                              | 29 вересня: відділення «Harman Becker» в «Bridgend Industrial Estate» у режимі очікування            | [ 107 ] [ 108 ] [ 106 ] [ 70 ]                                            |                                                       |
| Польові лікарні Ради охорони здоров'я Університету Суонсі-Бей | «Bay Studios», Свонсі                                               | 1,000 | 2 квітня 2020                                                                 | 7 травня 2020/                               | Розширено у вересні 2020 року                                                                        | [ 107 ] [ 67 ] [ 109 ]                                                    |                                                       |
| Польові лікарні Ради охорони здоров'я Університету Суонсі-Бей | Спортивна академія Лландарсі                                        | 340 | 2 квітня 2020                                                                 | Ліжка перенесено до «Bay Studios» 20 вересня | Закрито, повернуто до колишнього використання                                                        | [ 107 ] [ 67 ] [ 109 ]                                                    |                                                       |
| Управління охорони здоров'я Гібралтару                        | Польова лікарня «Флоренс Найтінгейл», Гібралтар                     | «Europa Point»                                                                                             | 300                                                                           | Завершено менш ніж за 3 тижн                 | Відкрита тиждень з 3 квітня/                                                                         | 16 травня закінчився термін використання лікарні, але працювала ще 5 днів | [ 110 ] [ 111 ] [ 76 ]                                |
| Департамент охорони здоров'я та громадських послуг Джерсі     | Польова лікарня «Найтінгейл», Джерсі                                | Крило загальної лікарні Джерсі, Сент-Гелієр (3 км від основної частини)                                    | 180                                                                           | Оголошено 9 квітня                           | Відкрито 11 травня                                                                                   | 14 серпня: термін оренди до 31 березня 2021 року                          | [ 110 ] [ 111 ]                                       |